# 저당잡힌 사내
《저당잡힌 사내》는 1985년 5월 12일에 MBC TV에서 방영되었던 베스트셀러극장이다.

## 줄거리
평범한 샐러리맨 김부민(송영웅)은 자기 약혼식 참석을 위해 급히 택시를 잡으려다 치기배로 몰린다. 사람들은 그의 절박한 처지에 아랑곳하지 않고 그를 파출소로 끌고 간다. 다급해진 부민은 우선 도망치기로 하고 달아나다가 맨홀 속에 빠지는데, 공교롭게도 전화선 공사중이었던 장형국(홍순창)의 머리 위로 떨어진다. 이 일을 계기로 부민은 자신의 일생을 형국에게 저당잡히게 되는데...

## 출연
- 송영웅
- 홍순창
- 박원숙
- 이상숙
- 윤철형
- 임문수
- 박영지
- 신국
- 문회원
- 차윤회
- 윤석오
- 백인철
- 천호진
- 문창근
- 문용민